# Donald pugiliste
Pour plus de détails, voir Fiche technique et Distribution.
Donald pugiliste ou Donald dans le ring au Québec (Canvas Back Duck) est un court métrage d'animation américain de la série Donald Duck réalisé par Jack Hannah pour les studios Disney et sorti en 1953.

## Fiche technique
- Titre original : Canvas Back Duck
- Titre français : Donald pugiliste
- Autres titres[2] :
  - Suède  : Råskinnet Kalle Anka
- Série : Donald Duck
- Réalisation : Jack Hannah
- Scénario : Jack Kinney et Bill Berg
- Layout : Yale Gracey
- Décors : Ray Huffine
- Animation : Al Coe, George Kreisl, Bill Justice et Volus Jones
- Effets visuels : Dan McManus
- Musique : Oliver Wallace
- Production : Walt Disney
- Société de production : Walt Disney Productions
- Société de distribution : RKO Radio Pictures
- Pays :   États-Unis
- Langue : anglais
- Format : couleur (Technicolor) - 35 mm - 1,37:1 - son mono (RCA Sound System)
- Durée : 6 min
- Dates de sortie : 
  - États-Unis : 25 décembre 1953

## Distribution

### Voix originales
- Clarence Nash : Donald Duck, Huey, Dewey and Louie (Riri, Fifi et Loulou)
- Billy Bletcher : Pegleg Pete (Pat Hibulaire)

### Voix françaises
- Sylvain Caruso : Donald Duck, Riri, Fifi et Loulou
- Michel Vocoret : Pat Hibulaire